# Carex kimurae
Carex kimurae là một loài thực vật có hoa trong họ Cói. Loài này được Ohwi & T.Koyama mô tả khoa học đầu tiên năm 1963.